# الأوان (مجلة)
مجلة الأوان هي مجلة إلكترونية تهنم بالفكر النقدي.
تعتبر مجلة الأوان المنبر الرئيسي للرابطة التي أطلقت على نفسها اسم «رابطة العقلانيين العرب» التي تمّ الإعلان عن تأسيسها في باريس يوم 24 نوفمبر 2007.
كتب في هذا المجلة منذ تأسيسها عشرات المفكرين المتخصصين في عدة مجالات أبرزها ما يسمى بالـ «الثفاقة العلمانية» التي تعمل على نشر الفكر العلمانيّ في المنطقة العربية.

## الأهداف
تعلن المجلة أن أهدافها الأساسية تتمثل في:
- خلق هامش للتّفكير الحرّ المستقلّ والمعرفة النّقديّة.
- ربط الصلة بين الطاقات الفكرية والأدبية والفنية في العالم العربي بتوفير فضاء التقاء وتبادل وحوار.
- العمل على نشر وتطوير المعرفة حول مبادئ حقوق الإنسان، وحول القيم السّياسيّة والأخلاقيّة الحديثة.
- الانتقال من المنهج الدّفاعيّ السّلبيّ عن الحرّيّة إلى منهج إيجابيّ، يهتمّ بتجارب الحرّيّة في مجالات مختلفة.

## هيئة التحرير

### الهيئة الرئسية
- الدكتورة رجاء بن سلامة (رئيسة الموقع)
- عادل الحاج سالم (سكرتير الموقع)
- وائل السواح
- بشير الهمامي
- سمير بو عزيز

### الهيئة الاستشارية
- صادق جلال العظم
- جورج طرابيشي
- عزيز العظمة
- محمد عبد المطلب الهوني
- رجاء بن سلامة
- سعيد ناشيد

### الإشراف التقني
- وسيم حسن
- نور كريديس

## وصلات خارجية
- نبذة عن مجلة الأوان
- بيان رابطة العقلانيّين العرب
- كتاب وكاتبات الأوان